# Me haces falta
Me haces falta (in italiano "Mi manchi") è il secondo singolo di Jennifer Lopez estratto dal suo album Como ama una mujer.

## Video musicale
Il videoclip, diretto da Sanji, è stato girato il 13 giugno 2007 a Los Angeles e fatto uscire il 17 luglio 2007.
Nel video la Lopez e il suo compagno fuggono inseguiti dall'FBI.